# گاوماهی شنی خزری
گاوماهی شنی خزری (نام علمی: Neogobius pallasi) نام یک گونه از تیره گاوماهیان است.